# Legile lui Kirchhoff
Legile lui Kirchhoff sunt două seturi de ecuații despre curenți (prima lege) și tensiuni (a doua lege) într-un circuit electric. Au fost enunțate și dezvoltate de fizicianul german Gustav Robert Kirchhoff în 1845.
Aceste legi se aplică în cazul rețelelor electrice în curent continuu, iar acestea pot fi deduse din ecuațiile lui Maxwell în limita frecvențelor joase.

## Definiții
Un circuit electric este compus din elementele următoare:
- Ramuri: o ramură (sau latură) este o linie care reprezintă un element conductor între două noduri.
- Noduri: un nod este locul unde se întâlnesc cel puțin 3 ramuri.
- Ochi: un ochi este o linie poligonală închisă formată din 3 sau mai multe ramuri.

## Prima lege a lui Kirchhoff

Suma intensităților curenților care intră într-un nod de rețea este egală cu suma intensităților curenților care ies din acest nod. În acest exemplu, i_{1} + i_{4} = i_{2} + i_{3}

Prima lege a lui Kirchhoff (sau „legea nodurilor”) este o expresie a conservării sarcinii electrice. Conform acestei legi, suma intensităților curenților care intră într-un nod de rețea este egală cu suma intensităților curenților care ies din acest nod. Matematic vorbind,
{\displaystyle \sum _{k=1}^{n}i_{k}=0\,,}
unde {\displaystyle i_{1},\ldots ,i_{n}} sunt intensitățile algebrice care intră în nodul respectiv (adică, {\displaystyle i_{k}>0} dacă curentul intră în nod și {\displaystyle i_{k}<0} dacă curentul iese din nod).

## A doua lege a lui Kirchhoff

Suma algebrică a tuturor căderilor de tensiune dintr-un ochi de rețea este egală cu zero. Aici, v_{1} + v_{2} + v_{3} - v_{4} = 0

A doua lege a lui Kirchhoff (sau „legea tensiunilor”) afirmă că suma algebrică a tensiunilor de-a lungul oricărui ochi de circuit este nulă:
{\displaystyle \sum _{k=1}^{n}V_{k}=0\,,}
unde {\displaystyle V_{1},\ldots ,V_{n}} sunt diferențele de potențial între perechile succesive de noduri din ochiul respectiv.

## Validitate
Legile lui Kirchhoff sunt valabile în cadrul modelului LEM (lumped element model).

## Importanță
Într-o rețea electrică se poate calcula căderea de potențial la bornele fiecărui rezistor și intensitatea curentului continuu în fiecare ramură (latură) de circuit aplicând cele două legi ale lui Kirchhoff: legea nodurilor și legea ochiurilor. 
Pentru rezolvarea rețelelor electrice, folosind teoremele lui Kirchhoff, se parcurg următorii pași: 
1. se identifică nodurile;
2. se identifică laturile, iar pe fiecare latură se alege un sens și se dă un nume intensității (de regulă, acestea vor fi necunoscutele);
3. se scrie prima lege de n-1 ori (n fiind numărul nodurilor);
4. se scrie a doua lege de atâtea ori încât numărul total de ecuații (obținute din cele două teoreme) să fie egal cu numărul necunoscutelor (intensitățile pe laturi);
5. se rezolvă numeric sistemul, obținându-se intensitățile pe laturi.

În mod practic, pentru un ochi de rețea se alege un sens de parcurgere. Dacă, în urma calculelor, unele intensități sunt negative, înseamnă că sensul real al curentului pe latura pe care s-a calculat intensitatea este invers decât s-a presupus inițial (valoarea numerică fiind corectă).   
În accepțiunea celei de-a doua formulări a legii a doua a lui Kirchhoff, semnele tensiunilor se iau în considerare astfel: 
- în cazul unei surse de tensiune, dacă sensul de parcurgere al ochiului coincide cu cel în care sursa tinde să producă un curent, atunci semnul acesteia este +; în caz contrar, semnul acesteia este -;
- în cazul elementelor rezistive, dacă sensul de parcurgere al ochiului coincide cu sensul curentului, tensiunea pe elementul respectiv se consideră negativă, iar în caz contrar este pozitivă.

## Exemplu de calcul

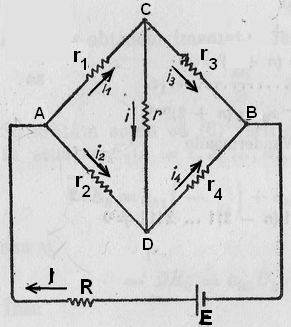

Se dă circuitul din figură, unde se cunosc valorile rezistențelor r1 = r4 = 38 Ω, r2 = r3 = 8 Ω, r = 2 Ω, R = 10 Ω și valoarea curentului I = 10 A, cu sensul din figură.
Se cere determinarea:
- valorii forței electromotoare E și a sensului ei;
- intensitatea curenților care trec prin rezistențele r1,  r2,  r3,  r4, și r.

### Rezolvare
Folosind prima lege a lui Kirchhoff se obține:
- (nodul A):   {\displaystyle I=i_{1}+i_{2}}
- (nodul B):   {\displaystyle I=i_{3}+i_{4}}
- (nodul C):   {\displaystyle i_{1}=i+i_{3}}

Cu ajutorul celei de-a doua legi a lui Kirchhoff se obține:
- (circuitul ADBA):   {\displaystyle E-RI-r_{2}i_{2}-r_{4}i_{4}=0.}
- (circuitul ADCA):   {\displaystyle -r_{1}i_{1}-ri+r_{2}i_{2}=0.}
- (circuitul BCDB):   {\displaystyle -r_{3}i_{3}+ri+r_{4}i_{4}=0.}

Eliminând i2 și i4, se obține sistemul de 4 ecuații cu 4 necunoscute:
{\displaystyle {\begin{cases}-i+i_{1}-i_{3}=0\\-E-8i_{1}-38i_{3}+560=0\\2i+46i_{1}=80\\2i-46i_{3}=-380\end{cases}}}
Rezolvând sistemul, se obține:
{\displaystyle E=240V,\;i=-6A,\;i_{1}=2A,\;i_{3}=8A,\;i_{2}=8A,\;i_{4}=2A.}